# James Ransone
James Finley Ransone III (* 2. Juni 1979 in Baltimore, Maryland) ist ein US-amerikanischer Schauspieler.

## Leben
James Ransone war von 1993 bis 1997 auf der George Washington Carver Schule für Kunst und Technologie in Towson, Maryland, wo Fächer wie Tanzen, Theater, Schreiben, Bildende Künste und Film zum Lehrangebot gehören. Ransone belegte zunächst Theater, wechselte dann jedoch zu bildenden Künsten.
Der Schauspieler begann 2001 seine Schauspielkarriere mit dem Film The American Astronaut. Daraufhin folgten Auftritte in verschiedenen Fernsehserien, wie zum Beispiel Third Watch – Einsatz am Limit und Law & Order, und Filmen. Eine seiner bekanntesten Rollen ist wohl die des Tate in Larry Clarks Ken Park. Außerdem übernahm er eine Rolle neben Jodie Foster und Denzel Washington in Inside Man und gehörte zur Besetzung von Prom Night, dem Remake von Prom Night – Die Nacht des Schlächters. Von 2008 bis 2012 spielte er größere Rollen in den HBO-Serien Generation Kill, How to Make It in America und Treme. 2012 stand er neben Ethan Hawke und Juliet Rylance in Scott Derricksons Horrorfilm Sinister vor der Kamera. Es folgten weitere Film und Fernsehauftritte. Sein Schaffen umfasst mehr als 60 Produktionen.

## Filmografie (Auswahl)
- 2001: The American Astronaut
- 2001, 2006: Law & Order (Fernsehserie, 2 Episoden)
- 2002: Third Watch – Einsatz am Limit (Third Watch, Fernsehserie, 2 Episoden)
- 2002: Ken Park
- 2003: The Wire (Fernsehserie, 12 Episoden)
- 2003: Nola
- 2004: Malachance
- 2004: Downtown: A Street Tale
- 2004: A Dirty Shame
- 2005: The Wrong Date (The Good Humor Man)
- 2006: Inside Man
- 2008: Prom Night
- 2008: Generation Kill (Miniserie)
- 2010: Burn Notice (Fernsehserie, Episode 4x13)
- 2010–2011: How to Make It in America (Fernsehserie, 7 Episoden)
- 2011: Hawaii Five-0 (Fernsehserie, Episode 1x19)
- 2011–2012: Treme (Fernsehserie, 10 Episoden)
- 2012: Sinister
- 2012: Starlet
- 2013: Broken City
- 2013: Oldboy
- 2013: Low Winter Sun (Fernsehserie, 10 Episoden)
- 2014: Kristy – Lauf um dein Leben (Kristy)
- 2014: Anarchie (Cymbeline)
- 2015: Tangerine L.A. (Tangerine)
- 2015: Sinister 2
- 2015: Mr. Right
- 2015: The Timber
- 2016: Bosch (Fernsehserie, 7 Episoden)
- 2016: Light Up the Night (Kurzfilm/Musikvideo der Band The Protomen)
- 2016: In a Valley of Violence
- 2017: L.A. Times
- 2019: Captive State
- 2019: Es Kapitel 2 (It Chapter Two)
- 2020: SEAL Team (Fernsehserie, 5 Episoden)
- 2021: Small Engine Repair
- 2021: The Black Phone
- 2023: V/H/S/85
- 2025: Poker Face (Fernsehserie, Episode 2x07)